# Психологія натовпу

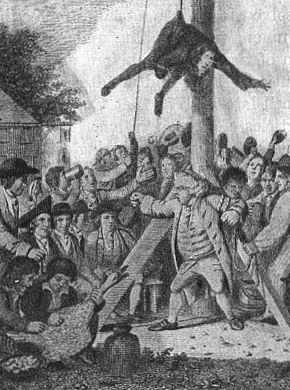
Натовп лінчувальників. Прибічники незалежності США чинять самосуд над прихильником британської корони.

Психоло́гія на́товпу — розділ соціальної психології, який вивчає поведінку груп людей і відмінності у поводженні юрби та окремих її осіб (індивідів). Мова йде про раптові соціальні зміни, спричинені діями великих гуртів людей, що не було б притаманним поодинокому учаснику подій. Такі явища часто призводять до сутичок (конфліктів). Науковці — соціологи розробили кілька теорій для пояснення прикметних ознак психології натовпу та психології окремого члена юрмища. До представників цього розділу психології належать: Карл Густав Юнг, Гюстав Ле Бон, Вілфред Троттер, Габріель Тард, Зігмунд Фрейд, Еліас Канетті і Джулія Констінтін.

## Вступ
Психологічне вивчення явищ натовпу, було засвідчено за десятиліття до 1900-го року, коли європейська культура була перейнята думками про fin de siècle (фр. кінець сторіччя). Тодішня, «сучасна» міська культура, усвідомлювала, що вони живуть у новому і зовсім іншому поколінні. Люди стали свідками чудових та передових на тоді, винаходів і новітнього життя. Населення, яке на той час, мешкало у щільно скупчених, промислово розвинених містах, як от Мілан і Париж, були очевидцями виникнення та розвитку лампочки, радіо, фотографії, телевізійних картинок, телеграфу, велосипеда, телефону і залізничної системи. Громадяни відчули більш швидку стрімкість власного існування та розглядали людське життя як сукупність проміжків у загальному розвитку, тож вони позначили кожний з цих відтинків, новим ім'ям. Люди створювали небачені до цього уявлення, як от: «Підліток», «Дитячий садок», «Відпустка», «Кемпінг на природі», «5-хвилинна перерва» та «Подорож заради задоволення» як різновид дозвілля, щоби позначити ці невідомі раніше способи життя.
У подібний спосіб, одночасно у Парижі, Франції та Мілані, найбільшому місті Королівства Італії, розвивалося як нове явище, абстрактне судження «натовп». Правові реформатори, натхненні еволюційною теорією Дарвіна, особливо у Королівстві Італія, стверджували, що соціальні та правові системи Європи, було засновано на застарілих визначеннях природного розуму або християнської моралі, та одночасно зневажали безповоротні закони біології людської природи. Їхня мета полягала у тому, щоби привести соціальні закони у відповідність з біологічними законами. Задля досягнення цього, вони розробили соціальну науку про кримінальну антропологію, на яку було покладено завдання зміни спрямування уваги — від вивчення правових процедур, на безпосереднє дослідження злочинців.
«Кримінальна антропологія, писав сеньйор Серджіо, — вивчає правопорушника в його природному місці, тобто в області біології та патології». Італієць Чезаре Ломброзо — професор судової медицини і гігієни в Турині, значно просунув власне розуміння 1878 року, коли він оприлюднив L'uomo delinquente, дуже впливову книгу, яка пройшла через п'ять видань. Книга надрукована англійською мовою 1900 року під назвою «Кримінальна людина», зміцнила зв'язок між еволюційними теоріями суспільства і страхом перед юрбами, з його уявленням «народженого» злочинця як дикуна серед цивілізованого суспільства. Книжка вплинула як на європейських, так і на американських юристів, зацікавлених у притягненні до відповідальності осіб, які мають сумнівну поведінку, коли перебувають у натовпі.

Початкові обговорення з психології натовпу, розпочалися у Римі на першому Міжнародному конгресі з кримінальної антропології 16 листопада 1885 року. На зустрічі переважали Чезаре Ломброзо і його співвітчизники, які підкреслювали біологічні визначення.
   «Ломброзо перед першим конгресом, доповів власні теорії фізичних відхилень злочинців і його класифікацію порушників як „народжених злочинців“ або, лиходіїв за нагоди та маттоїдів. Феррі висловив власну точку зору на злочин, як виродження більш глибоке, ніж божевілля, бо у більшості божевільних людей, первісні моральні почуття, пережили втрату їхнього розуму. Схожими, були зауваження Бенедикта, Серги і Марро».
Слабку відповідь було запропоновано французами, які висунули екологічну теорію людської психології.
   «М. Ангіллі звернув увагу на важливість впливу соціального середовища на злочинність. Професор Олександр Лакассан вважав, що атавістичні і дегенеративні теорії, що наводилися італійською школою, були перебільшеннями, та помилковими тлумаченнями певних випадків, і що важливим чинником, було саме соціальне середовище».
У Парижі 10-17 серпня 1889 року, італійська школа отримала сильніший докір щодо своїх біологічних теорій, під час 2-го Міжнародного конгресу з кримінальної антропології. Під час обговорення, було засвідчено величезну розбіжність у думках між італійською та французькою школами.
  «Професор Ломброзо наголосив на епілепсії, у зв'язку з його теорією „народженого злочинця“. Професор Леонс П'єр Маноувіер, змалював теорію Ломброзо як ніщо інше, як розрізнену науку про френологію. Відхилення, які спостерігалися Ломброзо, зустрічалися як з порядними людьми, так і зі злочинцями, стверджував Маноувіер, і між ними немає ніякої фізичної різниці. Барон Раффаеле Гарофало, Дрилл, Олександр Лакассан і Бенедикт, повністю або частково виступали проти теорій Ломброзо. Пуглізе, знайшов причину злочину в тому, що злочинець не зміг пристосуватися до власного соціального оточення, а Бенедикт, з яким погоджувався Тард, вважав, що фізичні вади не були ознаками „кримінального злочинця“. Саме у цих межах, проходили дебати між італійським адвокатом Сціпіо Сигеле і французьким суддею Габріелем Тардом про те, як визначати кримінальну відповідальність у натовпі, отже й, заарештовувати».
Література про натовп і поведінку натовпу, з'явилася ще 1841 року, з оприлюдненням книги Чарльза Маккея «Надзвичайні поширені омани й безглуздя натовпів». Ставлення до натовпу зазнало уточнення з появою шеститомного видання, Іпполіта Тена «Походження сучасної Франції». Зокрема, робота Тена, допомогла змінити думку його сучасників про дії юрби під час революції 1789 року. Багато європейців ставилися до нього з великою пошаною. Хоча важко безпосередньо пов'язати цю працю з поведінкою натовпу, можна зазначити, що його думки заохотили подальше вивчення такої поведінки. Однак, лише у другій половині XIX століття, набрала обертів наукова зацікавленість до цієї галузі. Французький лікар і антрополог Гюстав Ле Бон, виявився його найвпливовішим теоретиком.

## Види натовпів
Існує обмежене дослідження різновидів натовпу та членства у ньому, і немає єдиної думки щодо класифікації їхніх видів. Двоє останніх науковців, Момбоіз (1967) і Берлонгі (1995), щоби розрізняти натовпи, зосереджували увагу на меті їх існування. Момбоіз, розробив систему з чотирьох типів: випадковий, звичайний, виразний та агресивний. Берлонгі, визначав юрби, як глядачів, демонстраторів або втікачів, щоби співвідносити їх з метою збору.
Іншим підходом до класифікації великих гуртів людей, є система емоційної інтенсивності соціолога Герберта Блюмера. Він вирізняє чотири види натовпу: випадкові, звичайні, виразні і дієві. Його система має мінливі властивості. Тобто, юрба змінює рівень своєї емоційної напруженості з плином часу, отже може бути ототожнена з будь-яким, із чотирьох типів.
Здебільшого, дослідники з психології натовпу, зосереджуються на його негативних боках, але не всі натовпи нестійкі або погані за своєю природою. Наприклад, на початку соціалістичного руху, гурти прихильників соціалізму, прохали надіти свій вихідний одяг і просто тихо походити вулицею. Більш сучасним прикладом, є сидячі демонстрації під час Руху за цивільні права. Натовпи, можуть віддзеркалювати або заперечувати наявні ідеології їхнього соціокультурного середовища. Вони також, можуть виконувати об'єднувальні соціальні завдання, створенням тимчасових спільнот.
Натовпи можуть бути діяльними (мобами) або бездіяльними (слухачами). Діяльні натовпи, можуть бути далі розподілені на: агресивні, ескапістські, здобувні або виразні. Агресивні моби, часто насильницькі і спрямовані назовні. Прикладами, є футбольні безлади або Лос- Анджелеські заворушення 1992 року. Ескапістські моби, вирізняються великою кількістю панічних безладних людей, які намагаються вибратися з небезпечної події. Здобувні моби є тоді, коли велика кількість людей бореться за обмежені ресурси. Виразний натовп — це будь-яке інше велике зібрання людей, які гуртуються задля діяльної мети. Громадянський непослух, рок-концерти і релігійні відродження, стосуються цього різновиду.

## Теоретичні перспективи

### Гюстав Ле Бон
Ле Бон вважав, що натовпи існують у три етапи: занурення, зараження і навіювання. Під час занурення, люди у натовпі втрачають відчуття власної особистості та особистої відповідальності. Це досить сильно викликано анонімністю натовпу. Зараження, означає схильність окремих людей беззаперечно дотримуватися переважних ідей та емоцій натовпу. На думку Ле Бона, це явище здатне поширюватися між «зануреними» особами, як захворювання. Пропозиція стосується періоду, в якому задуми та настрої натовпу переважно, складаються зі спільної расової підсвідомості. Така поведінка, походить з архаїчного, спільного несвідомого і через це, не цивілізованого за своєю природою. Вона обмежена моральними та когнітивними можливостями найменш здібних членів. Ле Бон вважав, що натовпи можуть бути могутньою силою, лише для руйнування. До того ж, Ле Бон та інші вказували, що члени натовпів відчувають ослаблене почуття юридичної відповідальності, через складність подальшого переслідування окремих учасників натовпу.
Думки Ле Бона про те, що натовпи сприяють анонімності і породжують емоції, були заперечені деякими критиками. Кларк МакФейл вказує на дослідження, які показують, що «безглуздий натовп» не опікується власним життям, окрім думок і намірів його членів. Норріс Джонсон, після вивчення безладдя на концерті The Who 1979 року, дійшов висновку, що натовп складається з багатьох невеликих гуртів людей, які переважно, намагаються допомогти один одному. Водночас, теорія Ле Бона, відкидає соціокультурний сенс натовпу, що, на думку деяких теоретиків, може позбавити людство можливості подальших суспільних змін. Р. Браун, сперечається з припущенням, що натовпи однорідні, і замість цього передбачає, що учасники існують у континуумі, та відрізняються за своєю здатністю відхилятися від соціальних норм.

### Фрейдівська теорія
Теорія поведінки натовпу, Зигмунда Фрейда насамперед, складається з міркування, що перетворення на юрбу, сприяє вивільненню несвідомого розуму. Це відбувається через те, що супер-его, або моральний центр свідомості, витісняється більш широким натовпом, який потрібно замінити харизматичним лідером юрби. Макдугалл, стверджує подібно Фрейду, кажучи, що спрощені емоції дуже поширені, а складні емоції рідше. У натовпі, абсолютний загальний емоційний досвід, повертається до найменшого спільного знаменника (LCD), що призводить до примітивних рівнів емоційного вираження. Ця організаційна структура, складається з «первинної орди» — працивілізаційного суспільства, і Фрейд стверджував, що треба повстати проти вождя (відновити особисту мораль), щоб уникнути цього. Московічі розширив це розуміння, судженнями — як диктатори, наприклад Мао Цзедун і Йосип Сталін, використовували масову психологію, щоби помістити себе у це становище — «вождь орди».
Теодор Адорно заперечував віру у спонтанність юрби: за його словами, маси, були штучним продуктом «керованого» сучасного життя. Его суб'єкту, самостійно розчинилося, поступившись місцем ідентичності та «де-психологізованому» предмету. Водночас, Адорно зазначав, що зв'язок, котрий пов'язує натовп з очільником юрби, вимальовується завдяки виставі.
   «Коли лідери усвідомлюють масову психологію і беруть її до власних рук, вона у певному сенсі, перестає існувати… Так само мало, як люди на споді серця, вважають, ніби єврей — дідько, чи удають що цілком вірять у свого провідника, вони не ототожнюють себе з ним, а виконують цю визначеність, виявляють власний запал і, в такий спосіб, беруть участь у спектаклі свого вождя… Ймовірно, ця підозра у такій оманливості власної „гуртової психології“, і робить фашистські натовпи настільки безжальними і незбагненними. Якщо вони перестануть розмірковувати на секунду, вся їхня робота розіб'ється, і вони зануряться у безлад».

### Теорія знеособлення
Теорія знеособлення (англ. deindividuation), стверджує, що у звичних становищах натовпу, такі чинники, як анонімність, єдність групи і збудженість, можуть послабити особистий контроль (наприклад: почуття провини, сором, самооцінку поведінки), віддаляють людей від їхньої особистої ідентичності та зменшують їх стурбованість щодо соціальної оцінки. Така відсутність стриманості, підвищує особисту чутливість до оточення, та зменшує розумну передбачливість, що може призвести до антигромадської поведінки. Пізніші теорії стверджують, що знеособлення, відбувається через те, що людина не може, з огляду на події, бути здатною сприймати своє «я» як предмет уваги. Такий брак уваги, звільняє людину від потреби прийнятної соціальної поведінки.
Американський соціальний психолог Леон Фестінґер та його співробітники, спочатку розробили концепцію знеособлення, 1952 року. Її було додатково вдосконалено американським психологом Філіпом Зімбардо, який докладно пояснив, чому розумовий внесок і віддача, стають розмитими такими чинниками, як анонімність, відсутність соціальних обмежень і чуттєве перевантаження. Відомий експеримент у Стенфордській в'язниці, Зімбардо — твердий доказ на користь сили особистості. Подальші дослідження мали змішані підсумки коли справа стосувалася нещадності поведінки, та натомість, показали, що нормативні очікування від навколишніх обставин знеособлення, впливають на поводження (тобто, якщо людину знеособлено як члена Ку-клукс-клану, лютість зростає, але якщо це була медсестра, ворожість не збільшується).
Ще одну відмінність, було запропоновано між загальним та окремим знеособленням. Коли особистісні складники «я» послаблюються, людина стає все більше підпорядкованою впливу натовпу, але не обов'язково в поганий спосіб. Саме тоді, коли людина більше не зважає на громадське ставлення, та судження про власну особисту поведінку, і виявляються антисоціальні дії.

### Теорія збіжності
Теорія збіжності стверджує, що поведінка натовпу, не є його продуктом, натомість натовп, є наслідком зібраних разом однодумців. Флойд Олпорт стверджував, що «людина у юрбі поводиться так само, як вона поводилася-б на самоті, тільки ще дужче». Теорія збіжності визначає, що натовпи утворюються з людей подібної вдачі (диспозиції), дії яких потім зміцнюються і посилюються юрбою.
Теорія збіжності стверджує, що поведінка натовпу не є ірраціональною; швидше, люди у ньому висловлюють наявні переконання і цінності, отже, відповідь юрби, є раціональним продуктом поширеного популярного почуття.
Критики цієї теорії відзначають, що вона все-ж таки, відкидає соціальну рішучість за себе і власні дії, оскільки в ній стверджується, що всі дії натовпу, народжуються з намірів окремих осіб.

### Теорія виникнення правил
Ральф Тернер і Льюїс Кілліан, висунули думку про те, що правила (норми) виходять з юрби. У новій теорії походження стверджується, що натовпи з самого початку, не мають спільної єдності, але протягом часу подрібнення, ключові члени пропонують відповідні дії, а наступні учасники стають у чергу, та утворюють основу для правил натовпу.
Ключові члени, визначаються через самобутність особистостей або їхню поведінку. Вони привертають увагу, а відсутність несхвальної відповіді, висловленої натовпом загалом, стає мовчазною згодою з їхньою першістю. Прихильники складають більшість юрби, оскільки люди схильні бути істотами підпорядкування, на котрих дуже впливають думки інших. Це було показано у дослідженнях згідності, проведених Шерифом і Ашем. Члени натовпу ще дужче переконані у феномені універсальності, описаному Олпортом як переконливої тенденції ідеї, що якщо кожен у натовпі діє в такий спосіб, тоді це не може бути неправильно.
Теорія виникнення правил, допускає як позитивні, так і негативні типи мобів, оскільки відмінні властивості та поведінка ключових осіб, можуть бути позитивними або негативними за своєю природою. Антигромадський лідер, може підбурювати до насильства, але впливовий голос ненасильства у натовпі, може призвести до загального сидіння.
Основне заперечення цієї теорії, полягає у тому, що створення і дотримання нових правил, покладається на рівень самосвідомості, який часто відсутній у людей з натовпу (про що свідчить дослідження знеособлення). Інші суперечки стосуються того, що задум виниклих норм, не враховує існування наявних соціокультурних правил. До того ж, теорія не може пояснити, чому деякі пропозиції або люди, підносяться до нормативного статусу, а інші — ні.

### Теорія соціальної подібності
Теорія соціальної ідентичності стверджує, що «я» являє собою складну систему, яка будується в основному, з розуміння членства або неприєднання, до різних соціальних груп. Ці групи мають відмінні моральні і поведінкові цінності та норми, а дії людини залежать від того, яке членство в групі (або не членство), найбільш особисто проявляється під час подій.
Цей вплив підтверджується висновками про те, що коли змінюється заявлена мета і цінності групи, змінюються також цінності та мотиви її членів.
Натовпи — це суміш людей, котрі належать до різних груп. Однак, якщо натовп, передусім, пов'язаний з якоюсь визначеною групою (наприклад, християнами або активістами цивільних прав), тоді цінності цієї групи будуть впливати на дії натовпу.
У юрбі, яка є більш двозначною, люди будуть сприймати нову соціальну подібність, як частина натовпу. Це групове членство, стає більш помітним завдяки протиборству з іншими групами — відносно звичайне явище для натовпу.
Самобутність групи, слугує створенню набору правил поведінки; для певних груп насильство — законне, для інших — це неприйнятно. Ці норми повстають із заявлених цінностей, але також і від дій інших у натовпі, а інколи і від деяких з позицій, осіб лідерського типу.
Занепокоєння щодо цієї теорії, полягає у тому, що, хоча вона пояснює, як натовп віддзеркалює соціальні ідеї і переважні стосунки, вона не висвітлює механізми, за допомогою яких, натовпи беруть до уваги соціальні зміни.